# Lago Maravilla
El lago Maravilla es un cuerpo de agua superficial ubicado en la Provincia de Última Esperanza de la Región de Magallanes y de la Antártica Chilena.

## Ubicación y características
El lago, con un área de 3 hectáreas, un perímetro de 11 kilómetros y un volumen almacenado (en cota 0) de 92 hectómetros cúbicos: 113 , está situado dentro del parque nacional Torres del Paine y es tributario del lago del Toro a través de un corto emisario.: 598 

## Hidrografía
Junto al lago Porteño y el lago del Toro, el lago ejerce una regulación hidrológica del caudal del río Serrano, emisario de la cuenca.: 16 